# Nous N'Avons Fait Que Fuir
Nous N'Avons Fait Que Fuir (фр. Ми тільки те робили, що втікали) — поема Бертрана Канта — лідера гурту «Noir Désir», яка була прочитана на фестивалі Montpellier-Radio 21 липня 2002 року. Мікс запису відбувся у лютому 2003 на студії у місті Ferber.
Реліз відбувся у травні 2004-го на невеликому лейблі Verticales, підрозділі Barclay. Диск вийшов разом з однойменною книгою Бертрана, яка містила текст поеми.

## Треклист
1. Nous N'Avons Fait Que Fuir (55:31)